# فانتیفا
فانتیفا (انگلیسی: Fantifa) (یا f_antifa یا f*antifa, به‌معنای ضدفاشیسم فمینیستی، یا Frauen Antifa، به‌معنای ضدفاشیسم زنان)، یک اصطلاح گسترده برای ضدفاشیسم است. جنبش‌هایی با محوریت زنان به‌عنوان شاخه‌ای از جنبش فمینیستی. این اصطلاح بیشتر به جنبش رسمی گروه‌های ضدفاشیست فمینیستی اشاره دارد که از کشورهای آلمانی‌زبان در سال ۱۹۸۵ ظهور کردند، اما گروه‌های دیگر آلمانی مانند شاخه زنان و دختران اتحادیه مبارزان جبهه سرخ (۱۹۲۵)، گروه‌های اروپایی مانند گروه فمینیسم اقتدارگریز اسپانیایی «موخرس لیبرس» در دهه ۱۹۳۰، شاخه زنان فرانسوی «کمیته جهانی علیه جنگ و فاشیسم» در سال ۱۹۳۴، و گروه پارتیزانی یوگسلاوی «جبهه ضدفاشیست زنان یوگسلاوی» در سال ۱۹۴۲. را نیز شامل می‌شود. جنبش اصلی فانتیفا دارای یک فلسفه آنارکو-کمونیستم است و به‌طور خاص یک نوع ضدفاشیستی از آنارکا-فمینیسم است، همان‌طور که گاهی اوقات در استفاده از پرچم بنفش و سیاه با نماد مشتق‌شده از پرچم گروه ضدفاشیست مردانه آکسیون آنتی‌فاشیستی نشان داده می‌شود.